# Gyérítés
A gyérítés egy nevelővágás, a fakitermelés egyik módja. Más szavakkal: a gyérítés az erdő faállománya minőségének javítását és a fahozam növelését szolgáló fakitermelés.

## Fajtái
- törzskiválasztó gyérítés: a rudas korú faállományokban az ígéretes, kívánatos törzsalakú fák kiválogatása, a kritériumoknak nem megfelelő egyedek kitermelése az állományból. Egyben a magassági növekedés segítése is a célja.
- növedékfokozó gyérítés: ez olyan faállomány-szerkezet kialakítását szolgálja, amely biztosítja az erdő faállományának erőteljes vastagsági növekedését, és a minőségi faanyagtermesztés lehetőségét.